# Weinberg (Obertaufkirchen)
Weinberg (auch Weinbergerhof) ist ein Ortsteil in der Gemeinde Obertaufkirchen im oberbayerischen Landkreis Mühldorf am Inn.

## Lage
Die Einöde Weinberg liegt am Rimbach 300 m südlich der Bundesautobahn A 94 etwa 4 km südwestlich der Autobahnausfahrt 16 (Schwindegg).

## Mordfall Peter Aschmaier, 1853
Am 26. April 1853 heiratete der 44-jährige Peter Aschmaier Maria Holzheier, die Stieftochter des Altbauern Martin Holzheier und Hoferbin von Weinberg. Nach anfänglichen Zwistigkeiten und Streitereien kam es in der Beziehung zu blankem Hass. Maria beauftragte zusammen mit ihrer Mutter und ihrem Stiefvater den Wildschütz Denkl als Auftragsmörder. Dessen mit einer Pistole und einem Terzerol ausgeführter nächtlicher Mordanschlag misslang, so dass Peter Aschmaier nur leicht verwundet wurde. Erst bei einem zweiten Mordanschlag am 3. Oktober 1853 wurde er von Denkl und seinem Komplizen Kammerer mithilfe eines mit Schrotkugeln geladenen Gewehrs und durch „fortgesetzte Schläge mit dem eisernen Laufe seiner Flinte“ so schwer verletzt, dass er seinen Kopfverletzungen erlag.
Die beiden Täter und die Familie Holzheier lenkten kurz darauf durch unbedachtes Verhalten den Verdacht auf sich. Nach dem Gerichtsprozess vor dem Schwurgerichtshof von Oberbayern im Juni 1854 wurden am frühen Morgen des 19. August 1854 auf dem Münchner Marsfeld die Mordanstifterin Maria Holzheier und der Wildschütz Denkl hingerichtet. Dabei wurde zum ersten Mal in Bayern eine Guillotine eingesetzt.

## Bevölkerungsentwicklung
Um 1871 lebten auf dem Weinbergerhof drei Einwohner. Im Mai 1987 gab es nach einem vorübergehenden Bevölkerungsanstieg in den 1970er Jahren wieder drei Einwohner, die in einem Wohngebäude lebten.
| Jahr      | 1871 | 1925 | 1950 | 1970 | 1987 |
| --------- | ---- | ---- | ---- | ---- | ---- |
| Einwohner | 3    | 4    | 3    | 5    | 3    |